# (27458) Williamwhite
(27458) Williamwhite es un asteroide perteneciente al cinturón de asteroides, descubierto el 5 de abril de 2000 por el equipo del Lincoln Near-Earth Asteroid Research desde el Laboratorio Lincoln, Socorro, Nuevo México.

## Designación y nombre
Designado provisionalmente como 2000 GC42. Fue nombrado  por William Henry White (n. 1997) quien fue finalista del Broadcom MASTERS 2011, un concurso de matemáticas y ciencias para estudiantes de secundaria, por su proyecto de ciencias animales y vegetales. Asiste a la Escuela Preparatoria Hilton Head, en Hilton Head Island, Carolina del Sur.

## Características orbitales
Williamwhite está situado a una distancia media del Sol de 3,116 ua, pudiendo alejarse hasta 3,392 ua y acercarse hasta 2,839 ua. Su excentricidad es 0,089 y la inclinación orbital 0,942 grados. Emplea 2008,62 días en completar una órbita alrededor del Sol.
Los próximos acercamientos a la órbita de Júpiter ocurrirán el 24 de febrero de 2026, el 21 de marzo de 2036 y el 1 de agosto de 2097.

## Características físicas
La magnitud absoluta de Williamwhite es 14,50. 